# Francisco Calvo
Francisco Javier Calvo Quesada (* 8. Juli 1992 in San José) ist ein costa-ricanischer Fußballspieler.

## Karriere

### Klub
Er begann seiner Karriere in der Jugend beim CD Saprissa und landete später über die Mannschaft des US-College San Jacinto im Sommer 2011 beim CS Herediano. Nach einem weiteren Jahr wechselte er weiter zu Pérez Zeledón, wo er wiederum aber nur ein halbes Jahr verblieb und dann für ein weiteres halbes Jahr zum FC Nordsjaelland nach Dänemark wechselte, hier kam er jedoch auf lediglich drei kurze Einwechslungen.
Ab August 2013 spielte er schließlich wieder für CS Herediano und wurde dann im Januar 2015 für den Rest der ersten Jahreshälfte zum Santos FC verliehen. Nach dem Ende der Leihe blieb er jedoch bei keinem der beiden Klubs mehr, sondern wechselte zurück zu seinem Jugendklub CD Saprissa.
Anschließend verschlug es ihn wieder einmal in die USA, diesmal zum MLS-Franchise Minnesota United. Hier erhielt er am 26. März 2018 dann auch eine Green Card, was seine weitere Karriere in der MLS erleichterte, weil er nicht mehr als Ausländer galt. Über Chicago Fire von 2019 bis 2021, spielt er seit Anfang 2022 für San Jose.

### Nationalmannschaft
Sein erster bekannter Einsatz für die Nationalmannschaft ist eine 0:1-Niederlage gegen Kolumbien während der Gruppenphase der Copa América 2011. Nachdem für sein Team nach der Gruppenphase schon Schluss war, wurde er für gut vier Jahre nicht mehr in Spielen eingesetzt. Erst in einem Freundschaftsspiel am 31. März 2015 gegen Panama, bekam er wieder Einsatzminuten. Kurz danach war er auch beim Gold Cup 2015 dabei und erreichte hier mit seinem Team das Viertelfinale.
In den folgenden Jahren bekam er dann auch Einsätze beim Copa América Centenario, dem Gold Cup 2017 als auch in einigen Spielen der Qualifikation für die Weltmeisterschaft 2018 zum Einsatz. Nach der erfolgreichen Qualifikation war er auch im Kader bei der Weltmeisterschaft 2018 selbst dabei und kam hier in zwei Gruppenpartien zu Spielzeit, die beide aber verloren wurde.
Nach dem Turnier war er anschließend noch in zwei Partien beim Gold Cup 2019 aktiv, als auch in der Nations League, wie auch im Gold Cup 2021. Zuletzt wurde er in vielen Partien der Qualifikation für die Weltmeisterschaft 2022 eingesetzt.